# Berlin Ostbahnhof

Berlin Ostbahnhof ist ein Fern- und Regionalbahnhof im Berliner Ortsteil Friedrichshain und steht mit täglich rund 100.000 Reisenden zusammen mit dem Hauptbahnhof Mannheim auf Platz 14 der meistfrequentierten Fernbahnhöfe der Deutschen Bahn. Er ist auch S-Bahn-Station und nach dem Hauptbahnhof und dem Bahnhof Südkreuz der drittgrößte Bahnhof Berlins.
Der Durchgangsbahnhof mit neun Bahnsteiggleisen gehört zu den 21 Bahnhöfen der höchsten Preisklasse 1 von DB InfraGO.
Der heutige Ostbahnhof wurde als Frankfurter Bahnhof erbaut und hat seinen Namen so oft gewechselt wie kein anderer Berliner Bahnhof. Insbesondere sind die Namen Berlin Schlesischer Bahnhof (1881–1950) und Berlin Hauptbahnhof (1987–1998) bekannt. Die häufige Namensänderung führte auch zu Verwechslungen mit dem heutigen Berliner Hauptbahnhof oder auch mit dem Alten Ostbahnhof. Am Gleis 1 am südöstlichen Ende der Bahnhofshalle wurde dazu im Jahr 2000 unter dem Bahnhofsschild „Berlin Ostbahnhof“ eine Tafel mit den historischen Bahnhofsnamen angebracht. Demzufolge hieß der Bahnhof
- 1842–1881 Frankfurter Bahnhof,
- 1881–1950 Schlesischer Bahnhof,
- 1950–1987 Ostbahnhof,
- 1987–1998 Hauptbahnhof,
- seit 1998 Ostbahnhof.[2]

Möglicherweise gab es allerdings bei verschiedenen Organisationen gleichzeitig andere Benennungen. So ist im Kursbuch der Deutschen Reichs-Postverwaltung von 1880 für die Strecke Berlin – Breslau Berlin, Ostbf. und für die Strecke Berlin – Erkner Berlin (Ost-Bahnhof) eingetragen. Dieser Eintrag könnte allerdings auch auf eine provisorische Benutzung des Alten Ostbahnhofs hindeuten, die dem Umbau des Frankfurter Bahnhofs in einen Durchgangsbahnhof (siehe nächster Abschnitt) geschuldet war.

## Geschichte

### Bau und erste Jahre

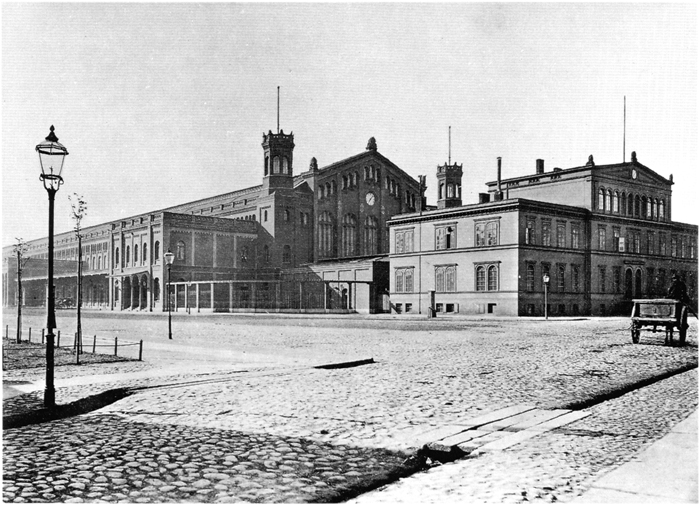
Der Frankfurter Bahnhof um 1870, ursprünglich ein Kopfbahnhof

Als westlicher Endpunkt der Eisenbahn nach Frankfurt (Oder) wurde 1842 der Frankfurter Bahnhof als Kopfbahnhof eröffnet. Mit dem Bau der Berliner Stadtbahn wurde er zum heutigen Durchgangsbahnhof umgebaut und 1881 in Schlesischer Bahnhof umbenannt. Zu diesem Zeitpunkt befand sich schon seit 1867 etwa 400 Meter nordöstlich der alte Ostbahnhof (Küstriner Kopfbahnhof) als Endpunkt der Königlichen Ostbahn. Während der Bauarbeiten wurde der Personenverkehr der Frankfurter Bahn und der mit dieser verbundenen Niederschlesisch-Märkischen Eisenbahn zum Ostbahnhof umgeleitet und parallel dazu die Ostbahn über einen Gleisanschluss dauerhaft an den neuen Schlesischen Durchgangsbahnhof angebunden. Nach dessen Eröffnung wurde der alte Ostbahnhof geschlossen. Um den Schlesischen Bahnhof herum bildete sich ein typisches Bahnhofsmilieu mit Nachtlokalen, Bordellen und billigen Hotels. Im Berliner Volksmund wurde der Schlesische Bahnhof auch „Kathol’scher Bahnhoff“ genannt, da hier zahlreiche Reisende aus den östlichen, katholisch geprägten Gebieten Preußens (Provinz Posen und Oberschlesien) in Berlin eintrafen.

### Das Tor nach Osten

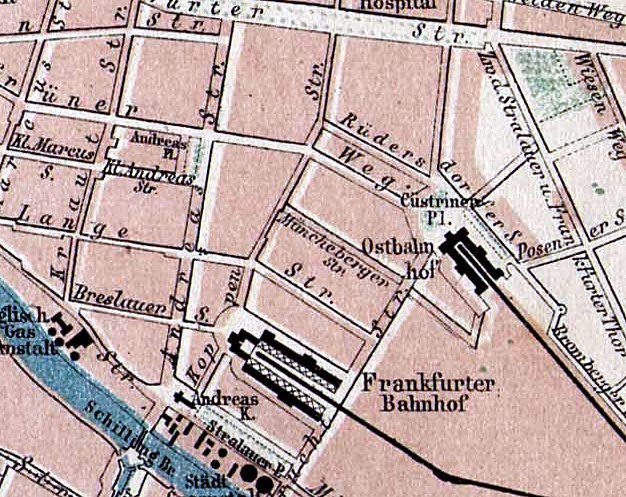
Lage des alten Ostbahnhofs und des Frankfurter Bahnhofs auf einer Karte von 1875

Vor allem durch die Zusammenlegung mit der Ostbahn wurde der Schlesische Bahnhof zum Ausgangspunkt für alle Reisen von Berlin nach Ost- und Südosteuropa. 1903 hielt hier beispielsweise der Nord-Express (Sankt Petersburg – Paris / Ostende), der Schnellzug nach Moskau sowie mehrere Verbindungen über Königsberg und Eydtkuhnen nach Sankt Petersburg und Moskau. Hier traf der Strom jüdischer Emigranten aus dem Zarenreich ein, die dann weiter zu den Auswandererhäfen Hamburg und Bremen reisten.
Im Jahr 1914 gab es folgende Verbindungen vom Schlesischen Bahnhof:
- Berlin – Küstrin – Landsberg – Schneidemühl – Dirschau – Königsberg – Insterburg – Gumbinnen – Stallupönen – Eydtkuhnen – Sankt Petersburg
- Berlin – Küstrin – Landsberg – Schneidemühl – Dirschau – Danzig
- Berlin – Küstrin – Landsberg – Schneidemühl – Bromberg – Thorn – Allenstein – Insterburg – Tilsit – Memel
- Berlin – Frankfurt (Oder) – Bentschen – Posen – Thorn
- Berlin – Frankfurt (Oder) – Breslau – Gleiwitz – Kattowitz mit weiterführenden Zügen bis nach Wien, Budapest und Konstantinopel.

Die schnellsten Verbindungen 1914 brauchten vom Schlesischen Bahnhof nur vier Stunden nach Breslau, nur sechs Stunden nach Danzig und nur acht Stunden nach Königsberg (in den Jahren 1938/1939 betrug die Reisezeit sogar nur rund 7 Stunden und 20 Minuten). Diese Reisezeiten wurden bis heute nicht mehr erreicht. Für die Fahrgäste der Fernzüge Berlin – Königsberg – Sankt Petersburg bestand vor dem Ersten Weltkrieg eine Anschlussmöglichkeit von Sankt Petersburg nach Omsk und weiter ins Kaiserreich China.
Des Weiteren bestand 1914 die regionale Eisenbahnstrecke von Berlin, Schlesischer Bahnhof über Werneuchen, Wriezen, Jädickendorf nach Königsberg (Neumark).

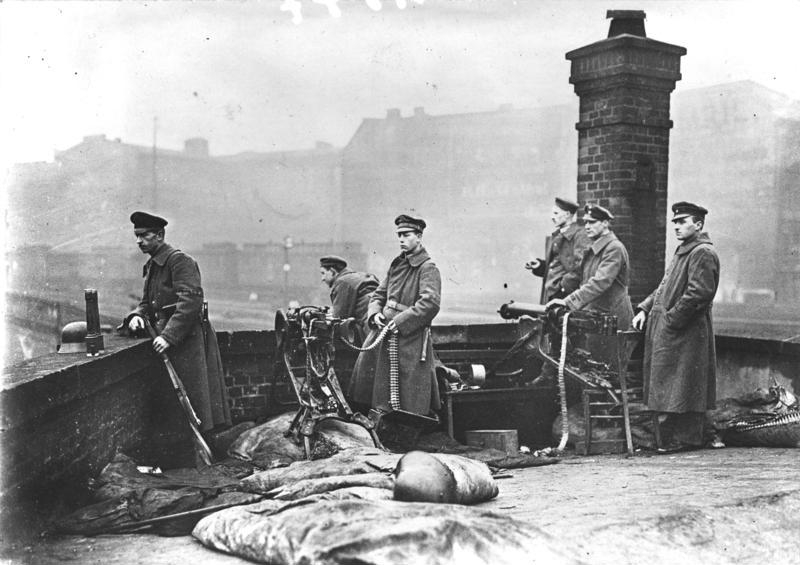
Nach der Besetzung des Bahnhofs durch Regierungstruppen, 1919

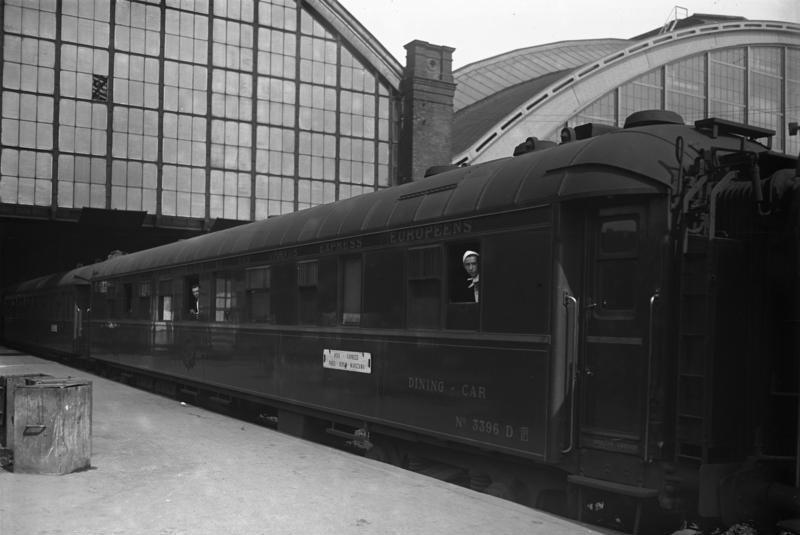
Der Nord-Express 1929

Im August 1914 wurden die zivilen Zugverbindungen wegen des Ersten Weltkriegs eingestellt, und die Züge fuhren ins besetzte Gebiet Ober Ost. Während des Spartakusaufstands 1919 war auch der Schlesische Bahnhof umkämpft. Erst 1926 nahm der Nord-Express, zunächst bis Warschau und Riga, den Verkehr wieder auf. Ab 1927 konnte man dann sogar durchgehende Fahrscheinbücher bis nach Fernost erwerben; die zwölftägige Reise von Berlin nach Tokio kostete zum Beispiel 650 Mark (inflationsbereinigt in heutiger Währung: rund 2.900 Euro).

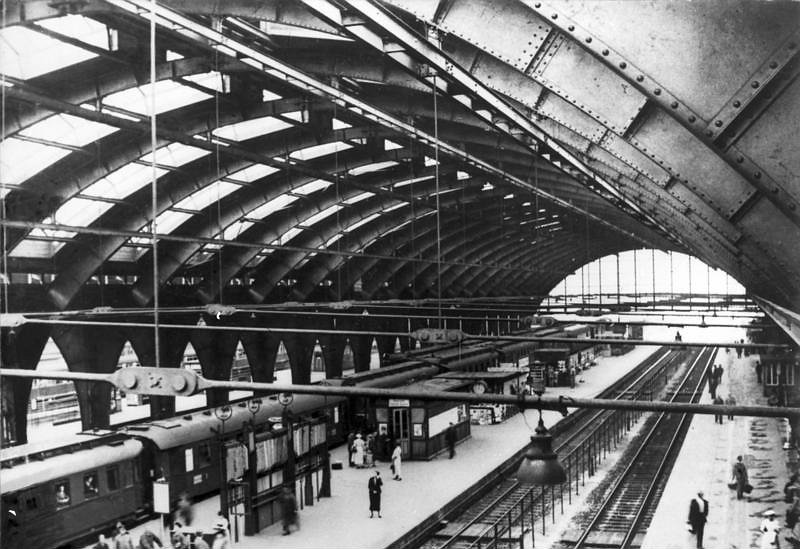
Bahnsteighalle 1937

In den Jahren 1926 bis 1932 wurden erstmals die beiden Hallentragwerke vollständig erneuert.

### „Drittes Reich“ und Zweiter Weltkrieg
Im „Dritten Reich“ wurden vor dem Zweiten Weltkrieg täglich 165 ankommende und 176 abfahrende Züge abgefertigt. Im Schlesischen Bahnhof begannen 1939 zahlreiche Transporte der Wehrmacht für den Überfall auf Polen und zwei Jahre später für den Krieg gegen die Sowjetunion. Während der Schlacht um Berlin eroberte die Rote Armee am 22./23. April 1945 das Bauwerk. Sie begann sofort mit den Aufräumarbeiten, und schon am 25. April trafen schwere Eisenbahngeschütze ein, um das Feuer auf die Innenstadt zu eröffnen. Zur schnelleren Versorgung ihrer Truppen war beim Vorrücken der Roten Armee ein Gleis der Strecke von Brest-Litowsk auf russische Breitspur umgespurt worden. Zwischen Frankfurt (Oder) und Berlin wurde hierfür das südliche Streckengleis verwendet, während das nördliche regelspurig blieb. Seit etwa dem 8. Mai 1945 führte es bis in den Schlesischen Bahnhof hinein.
Am 28. Juni 1945 erreichte der erste Schlafwagenzug aus Moskau den Schlesischen Bahnhof, wo die Gleise 1 bis 3 umgespurt waren. Westlich der Bahnhofshalle hatte man eine Kehranlage für die Breitspurlokomotiven angelegt, zum Wenden der sowjetischen Schlepptenderlokomotiven soll nahe der Warschauer Brücke ein Gleisdreieck entstanden sein. Im Hinblick auf die Potsdamer Konferenz wurde bis Mitte Juli für Stalins Sonderzug ein breitspuriges Gleis auf der Stadtbahn in Richtung Westen verlängert.
Zwecks Erhöhung der Transportleistung wurden die drei Breitspurgleise bis 20. September 1945 wieder auf die Normalspur zurückgebaut. Ab dem 1. Oktober 1945 fuhr täglich der Blaue Express für hochrangige sowjetische Offiziere und Diplomaten bis Brest. Durch den Kalten Krieg wurde allerdings für viele Züge aus Osteuropa der Durchgangsbahnhof zu einem Endbahnhof.

### DDR-Zeit

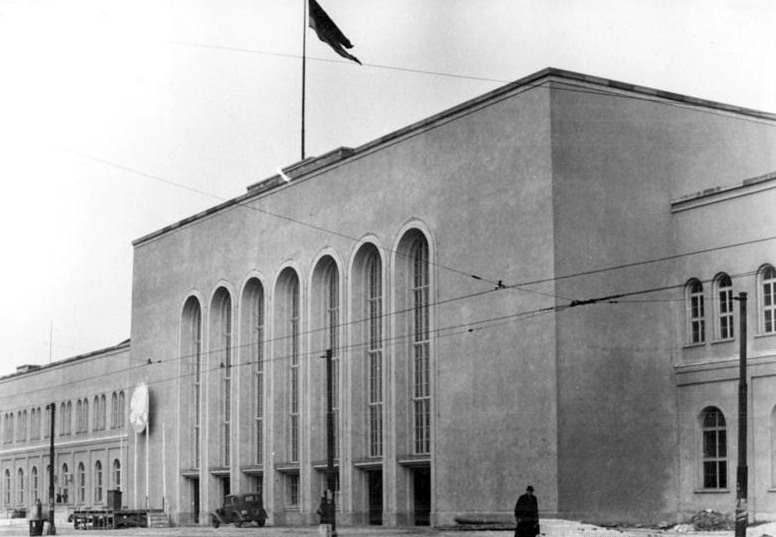
Hauptportal des Empfangsgebäudes 1950

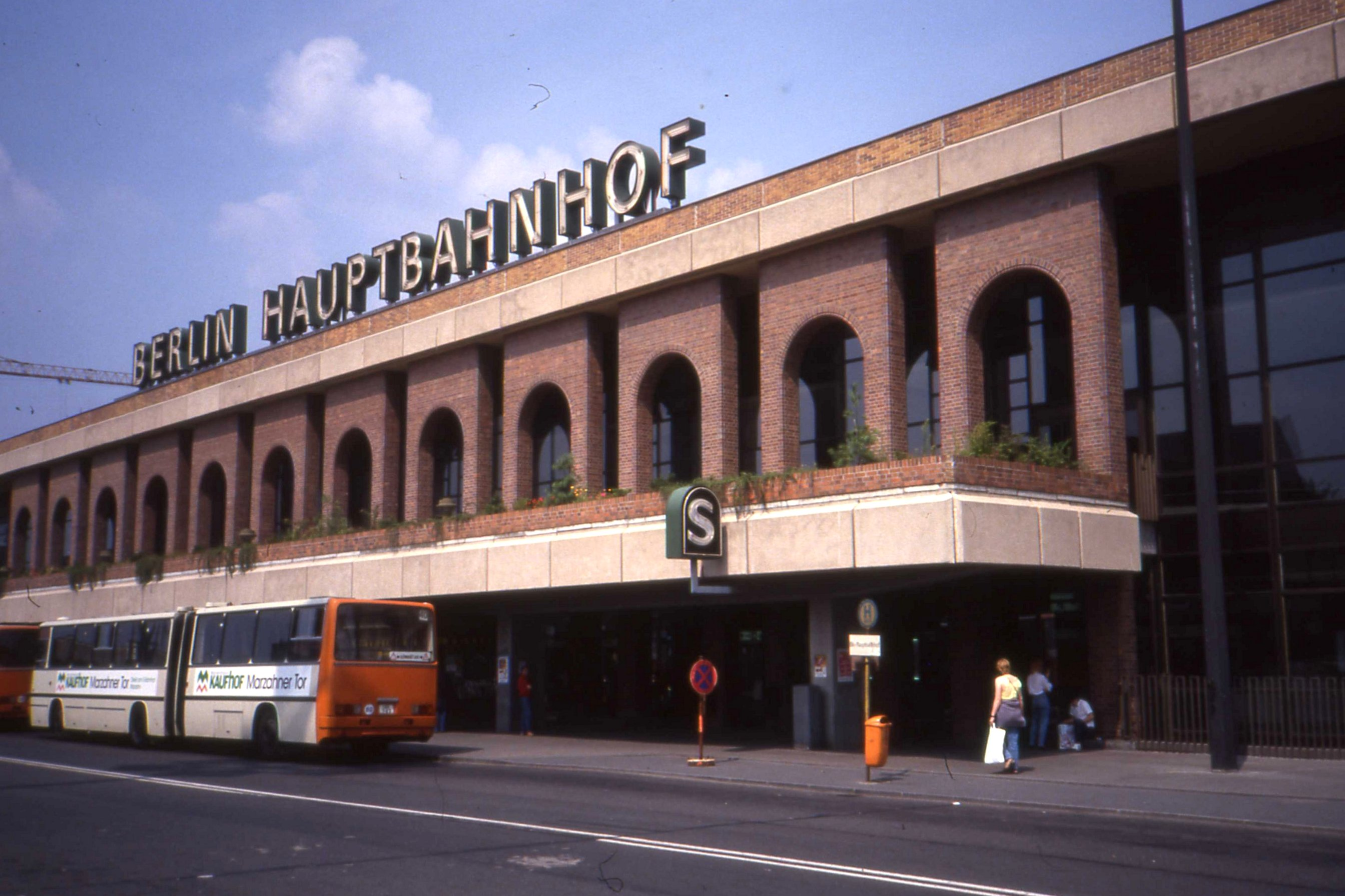
Empfangsgebäude nach dem Umbau von 1987

Am 1. Dezember 1950 erfolgte die Umbenennung des Schlesischen Bahnhofs in Ostbahnhof, um den Bezug zu den ehemaligen deutschen Ostgebieten nach der Anerkennung der Oder-Neiße-Grenze seitens der DDR 1950 aufzugeben. Ein anderes Beispiel für eine solche politische Umbenennung ist die des Stettiner Bahnhofs in Nordbahnhof. In den 1950er Jahren wurden Staatsbesuche der DDR am Ostbahnhof empfangen (Bierut, Gottwald, Rákosi, Chruschtschow).
Außerdem gab es hier die einzige Bahnhofsmission der DDR.
Zahlreiche Schnellzüge, vor allem von und nach Dresden, Halle (Saale) und Leipzig sowie darüber hinaus, endeten und begannen im Ostbahnhof. Der Bahnhof diente auch dem internationalen Verkehr nach Skandinavien und dem Balkan (Neptun und Ostsee-Express nach Kopenhagen, Berlinaren und Saßnitz-Express nach Malmö sowie Schnell- und Expresszüge nach Prag, Budapest, Bukarest, Sofia, Belgrad und Wien). Der Zugname Vindobona blieb bis 2014 erhalten. Ab 1962 gab es Zubringerzüge vom Bahnhof Zoo, später Kurswagen. Hier hielten auch langlaufende Züge zwischen der Sowjetunion und Westeuropa wie der Ost-West-Express, der ab 1971 die Zugnummern 240 und 241 führte (Moskau – Warschau – Berlin – Köln – Brüssel – Paris). Diese Züge verkehrten über die Stadtbahn und zwischen Berlin und der Bundesrepublik Deutschland als Transitzüge ohne Verkehrshalte in Bahnhöfen auf DDR-Gebiet. Die Benutzung dieser Züge war zwischen den Bahnhöfen Berlin Ostbahnhof und Berlin Friedrichstraße nur für Transitreisende durch die DDR zulässig.
Am 31. Mai 1987 wurde der elektrische Fernbahnbetrieb von Osten her aufgenommen. Wegen der nicht ausreichenden freien Höhe der Hallenschürzen und des auf der Westseite quer über den Ferngleisen liegenden Stellwerkes B1 endete die Fahrleitung vor der Bahnsteighalle. Elektrische Lokomotiven fuhren abgebügelt in die Bahnsteighalle ein, sie wurden anschließend von einer Rangierlokomotive vom Wagenzug abgezogen und auf die Ostseite zurückgeschoben. Im gleichen Jahr wurde der Bahnhof grundlegend umgestaltet. Er erhielt eine neue dreigeschossige Empfangshalle mit 19 Fahrkartenschaltern, elektronischen Informationssystemen und rund 1000 Gepäckschließfächern. Bahnsteige und Hallendächer, Fußgängertunnel und Treppen wurden modernisiert sowie Fahrtreppen eingebaut. Am 15. Dezember 1987 wurde der neugestaltete Bahnhof eröffnet und in Berlin Hauptbahnhof umbenannt.

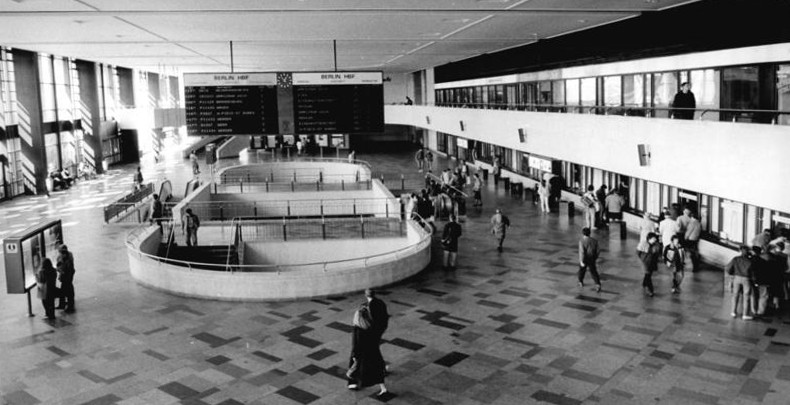
Die 1987 fertiggestellte Empfangshalle des damaligen Hauptbahnhofs
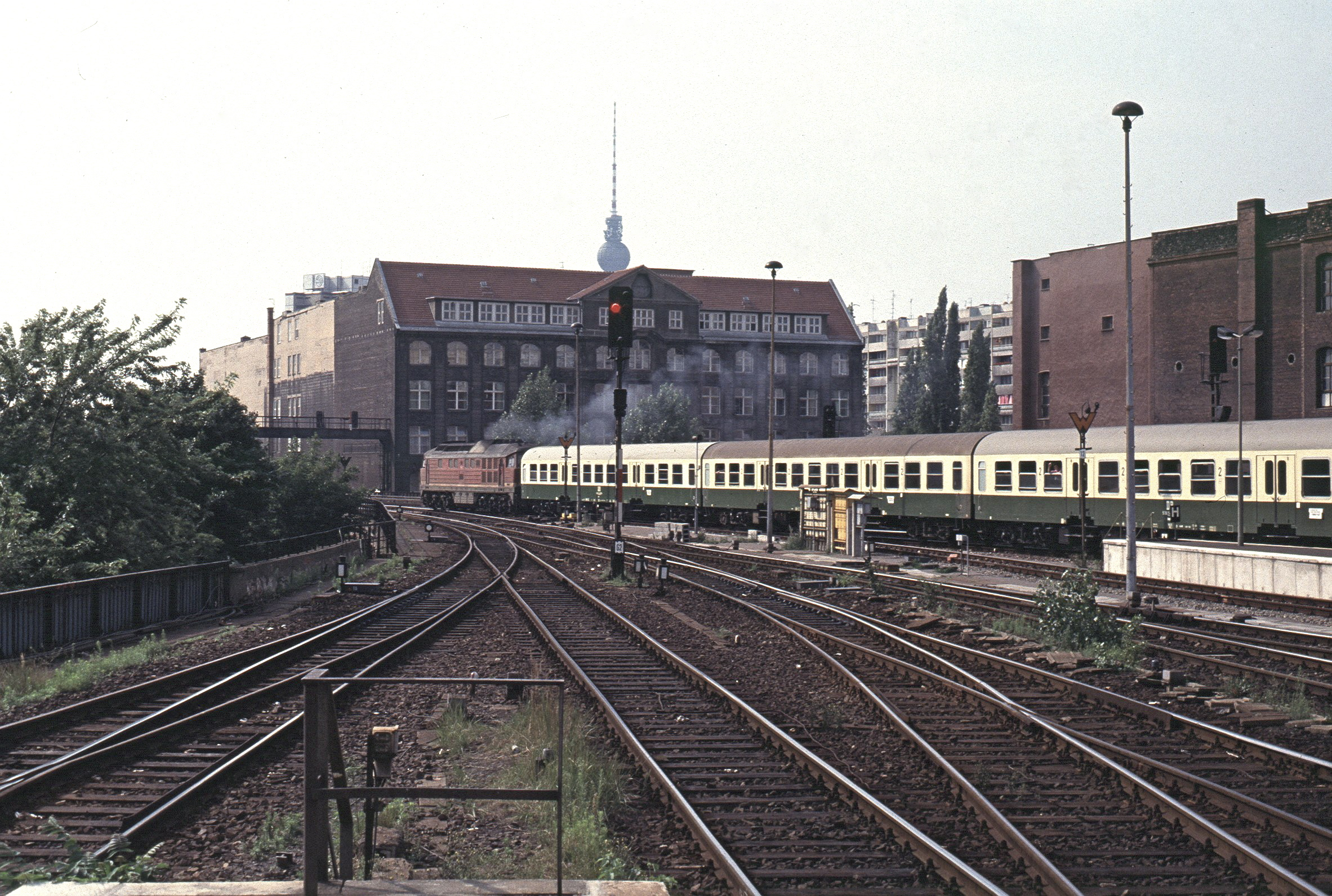
Westkopf 1991
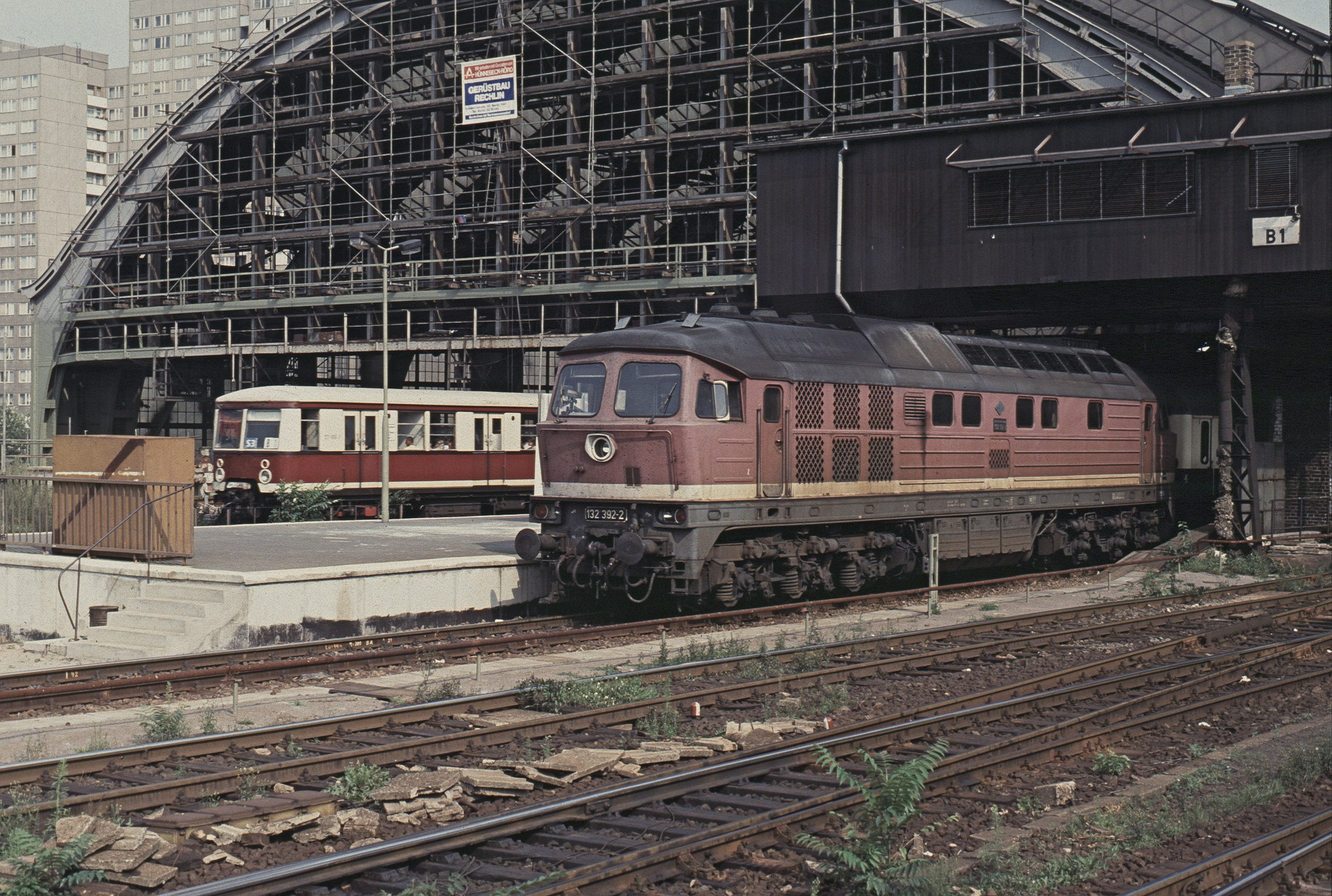
Westliche Hallenschürze mit Stellwerk B1 zu Beginn der Umbauarbeiten, 1991
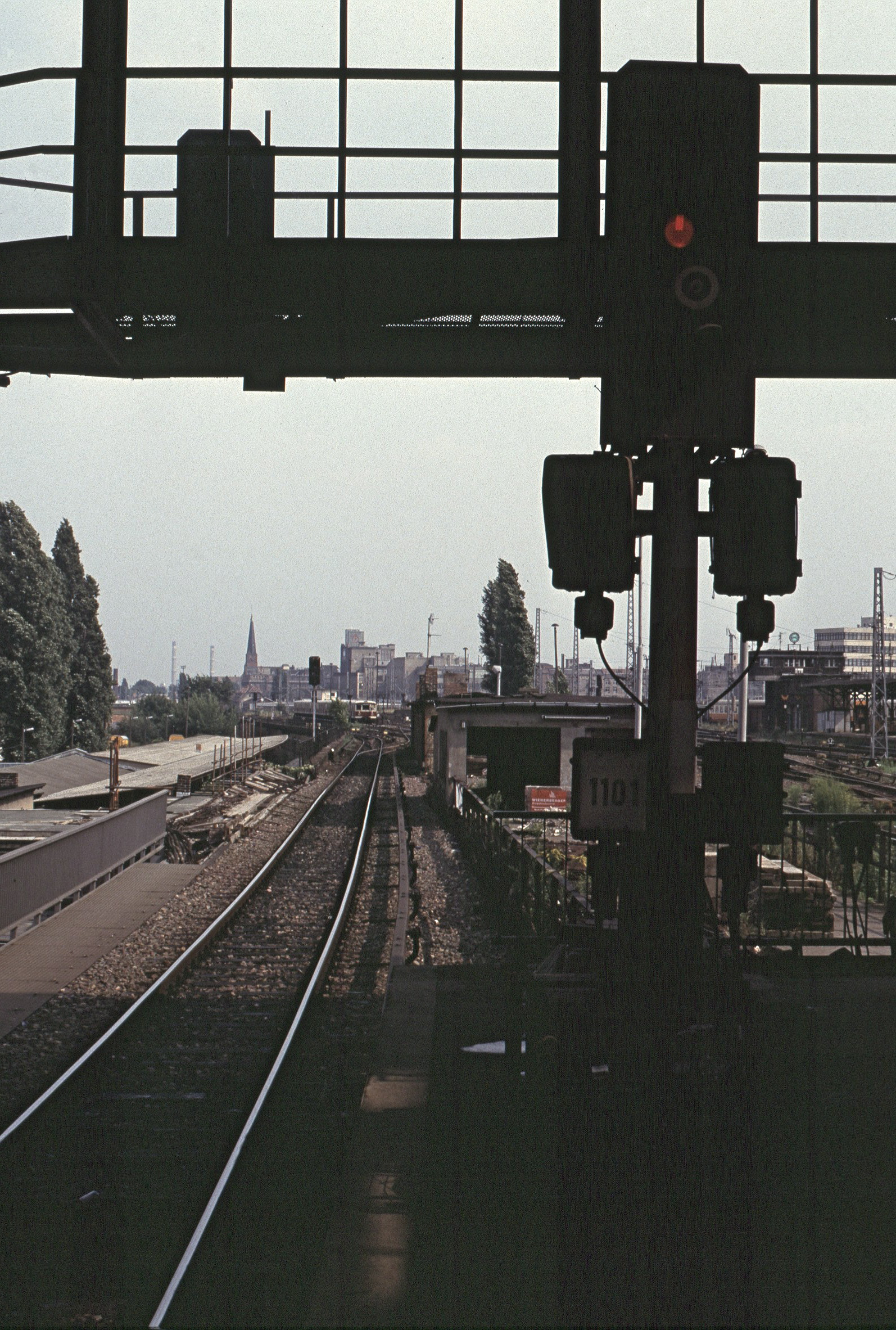
Von Warschauer Straße kommendes S-Bahn-Gleis, Zug der Reihe 275 in der Abstellgruppe, links unten der Wriezener Bahnhof, 1991
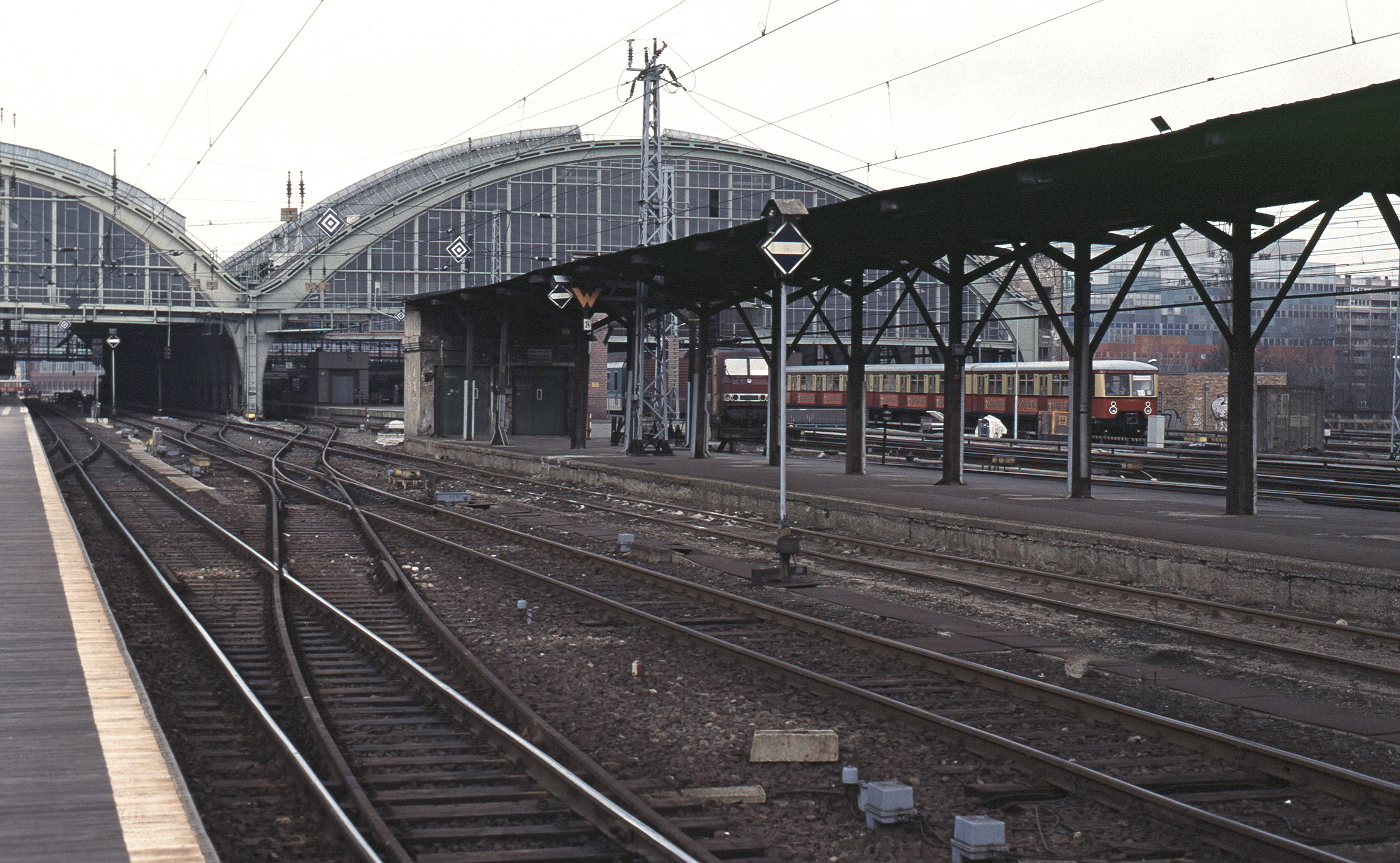
Ansicht von Osten mit Fahrleitungsenden und Bügel-ab-Signalen, 1997
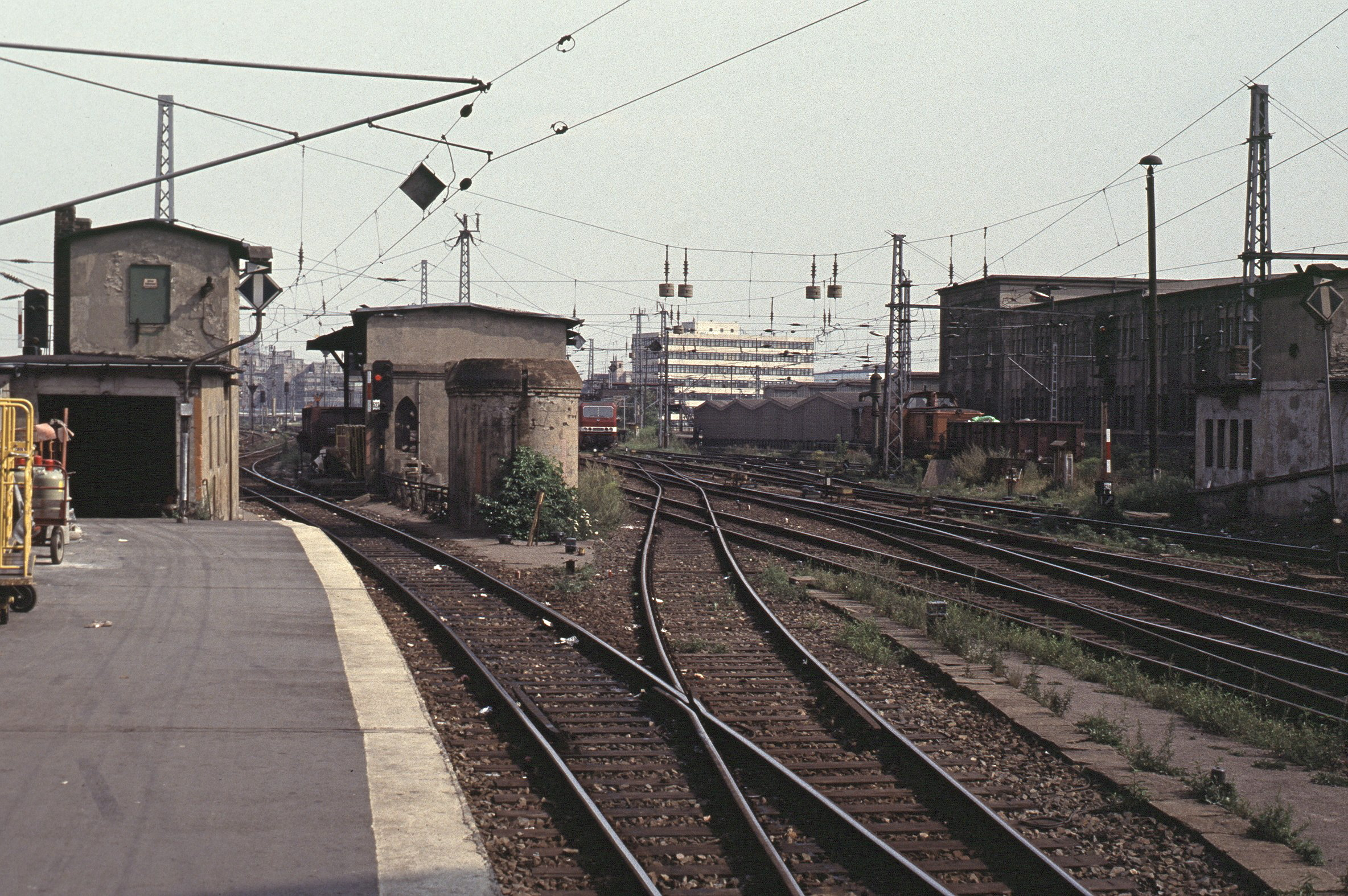
Fernzuggleise Richtung Osten mit Fahrleitungsbeginn, rechts die Halle des tieferliegenden Bahnbetriebswerks, 1991

### Seit Oktober 1990
Am 10. Januar 1994 fand am Ostbahnhof eine große Feier anlässlich des Zusammenschlusses der beiden deutschen Staatsbahnen zur Deutschen Bahn AG statt. Eine Dampflok und ein ICE-Triebkopf fuhren feierlich aufeinander zu und wurden aneinander gekuppelt.
Zum Fahrplanwechsel am 24. Mai 1998 wurde der Bahnhof in Ostbahnhof zurückbenannt. Im selben Jahr folgte ein erneuter Umbau, hierbei wurden u. a. die Fernbahnsteige verlängert und der Ostkopf im Zusammenhang mit der Sanierung des Stadtbahn-Viaduktes umgestaltet. Am 29. Juni 2000 wurde die gläserne Empfangshalle eingeweiht. Mit der Neuordnung des Berliner Bahnknotens am 28. Mai 2006 verringerte sich durch die Verlegung des Nord-Süd-Verkehrs in den Tunnel Nord-Süd-Fernbahn die Zahl der täglichen Regionalzughalte von 236 auf 198; die Zahl der Fernverkehrshalte ging von 146 auf 98 zurück.
Seit 2011 wird die Gleishalle grundhaft saniert. Das Dach, die Oberlichter und das Entwässerungssystem werden erneuert, die Blechbogenträger erhalten einen grauen Korrosionsschutz sowie eine Brandschutzbeschichtung. Die Fassade an der Erich-Steinfurth-Straße wurde neu verglast und mit Jalousien ausgestattet. Ab 2018 sollten alle Scheiben der Bahnhofshalle ersetzt werden, um die Sanierung 2021 abschließen zu können. Inzwischen geht die Bahn davon aus, dass die Arbeiten bis 2025 andauern werden, da das Hallendach umfangreicher saniert werden muss. Hierfür sind 70 Millionen Euro veranschlagt. Bei extremen Wetterbedingungen kann es derzeit unter Umständen nötig werden, die Verkehrsstation zu sperren. Konkret wird das Dachtragwerk instand gesetzt und teilweise erneuert, die beiden Gleishallen (207 Meter lang und 54 bzw. 38 Meter breit) erhalten eine neue Eindeckung aus Aluminiumtrapezblechen sowie eine neue Verglasung. Für die Arbeiten wurde eine Schutzbrücke mit integriertem Hebezeug errichtet, die beide Hallendächer überspannt. Eine Schutz- und Arbeitsplattform sichert die Bahnsteige und ermöglicht Arbeiten am Hallentragwerk.
Am Bahnhof liegen ein InterCity-Hotel und zwei große Bürotürme. Der Bahnhof hat neun Bahnsteiggleise, davon vier für die S-Bahn; ferner zwei Durchgangsgleise ohne Bahnsteig.
Die Station ist als einer von 20 sogenannten Stammbahnhöfen der Berliner S-Bahn mit einer örtlichen Aufsicht besetzt. Am stadteinwärts führenden S-Bahnsteig erfolgt die Zugabfertigung durch den Triebfahrzeugführer mittels Führerraum-Monitor (ZAT-FM).
Modernisierungsmaßnahmen
Im und am Bahnhofsgebäude musste die Deutsche Bahn Maßnahmen planen, die für die Sicherheit und die Verbesserung der Arbeit des hier beschäftigten Personals unerlässlich sind: Im Jahr 2010 startete das Projekt Ostbahnhof mit der Erneuerung der Verglasung der Gleishalle, die eine Fläche von 8300 Quadratmetern belegt. Das lichtdämmende und nicht splittergeschützte Drahtglas beider Bahnhofsdächer stammte noch aus den 1920er Jahren und musste erneuert werden. Eine begehbare Sicherheitsglaskonstruktion wurde aufgebracht, die aus zwei 8 Millimeter dicken Klarglasscheiben mit einer dazwischen eingelegten 1,2 Millimeter dicken Polypropylenfolie besteht. Die Oberlichtumrandung erhielt Stahllamellen, die die natürliche Entrauchung gewährleisten aber auch dafür sorgen, dass kein Regen in die Hallen dringt. Das Regenwasser wird in Auffangbehälter (Rigolen) abgeleitet, die im Keller des Bahnhofsgebäudes eingebaut sind. Um eine bequeme und gesicherte Glasreinigung durchführen zu können, wurden 13 akkubetriebene Befahranlagen gebaut und in die Gleise gesetzt. Für alle Arbeiten mussten die im Bahnhof nistenden Tauben und Nebelkrähen mit mechanischen Hilfsmitteln vertrieben („vergrämt“) werden, zum Beispiel mittels Stahlspikes, von denen hier 121 Kilometer verbaut wurden. In der Folge wurden noch 27 innere Stützen auf der Nordseite des Gebäudes entfernt und die roten Strahlträger für die früher benötigte Kranlogistik abgebaut. Dazu wird die historische Klinkerfassade in Abstimmung mit der Denkmalbehörde saniert. Wenn die Arbeiten wie geplant im Jahr 2028 abgeschlossen werden, sind in die Umbaumaßnahmen insgesamt 120 Millionen Euro geflossen.

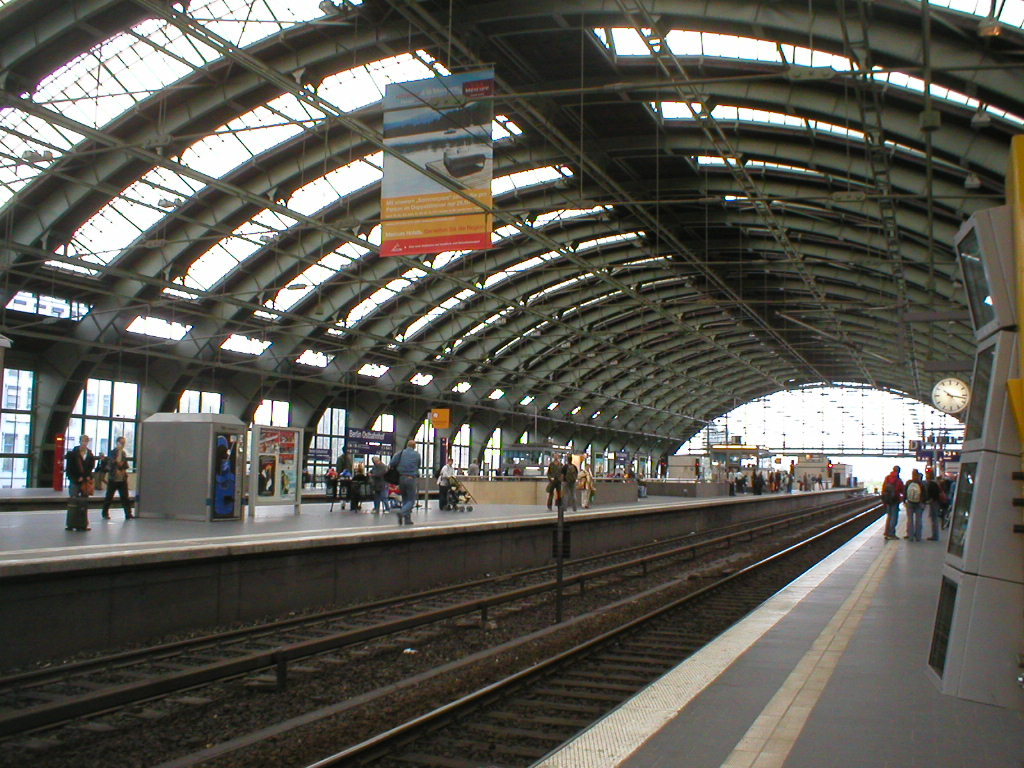
Nördliche Bahnsteighalle, links die beiden S-Bahnsteige, rechts einer der drei Fernbahnsteige, 2004
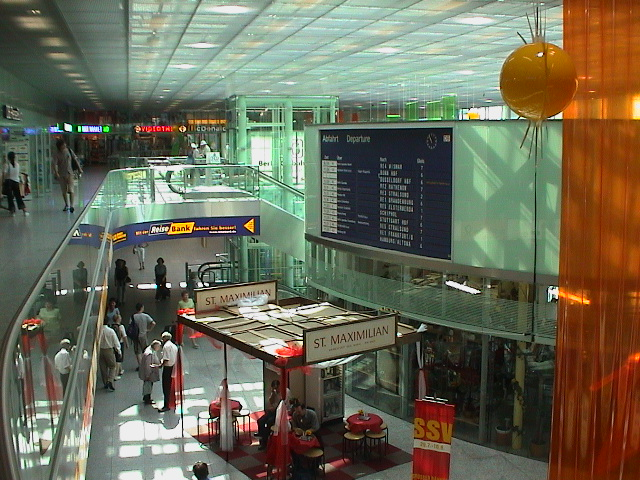
Hinterer Teil der Eingangshalle mit Geschäften, 2002
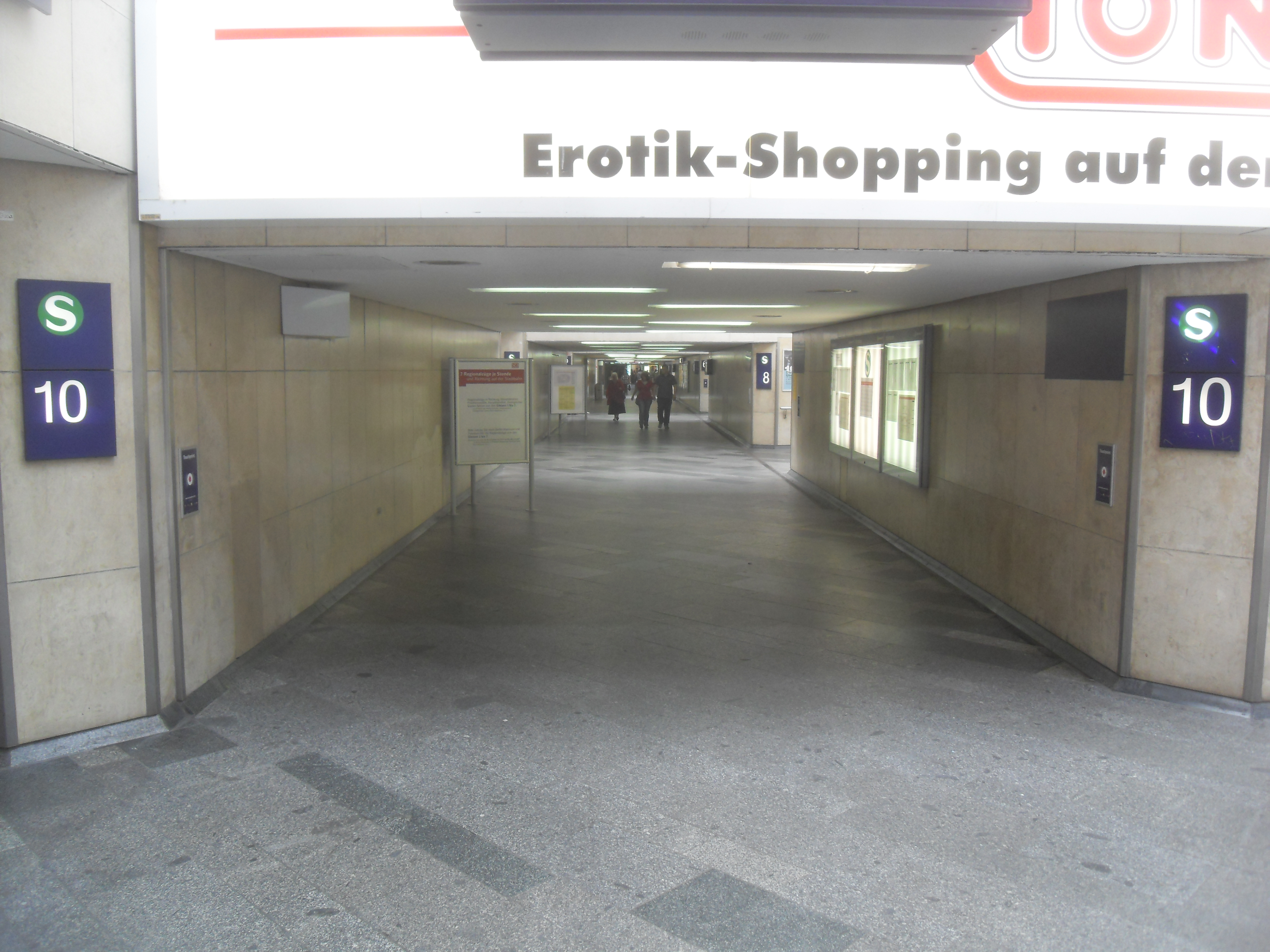
Personentunnel
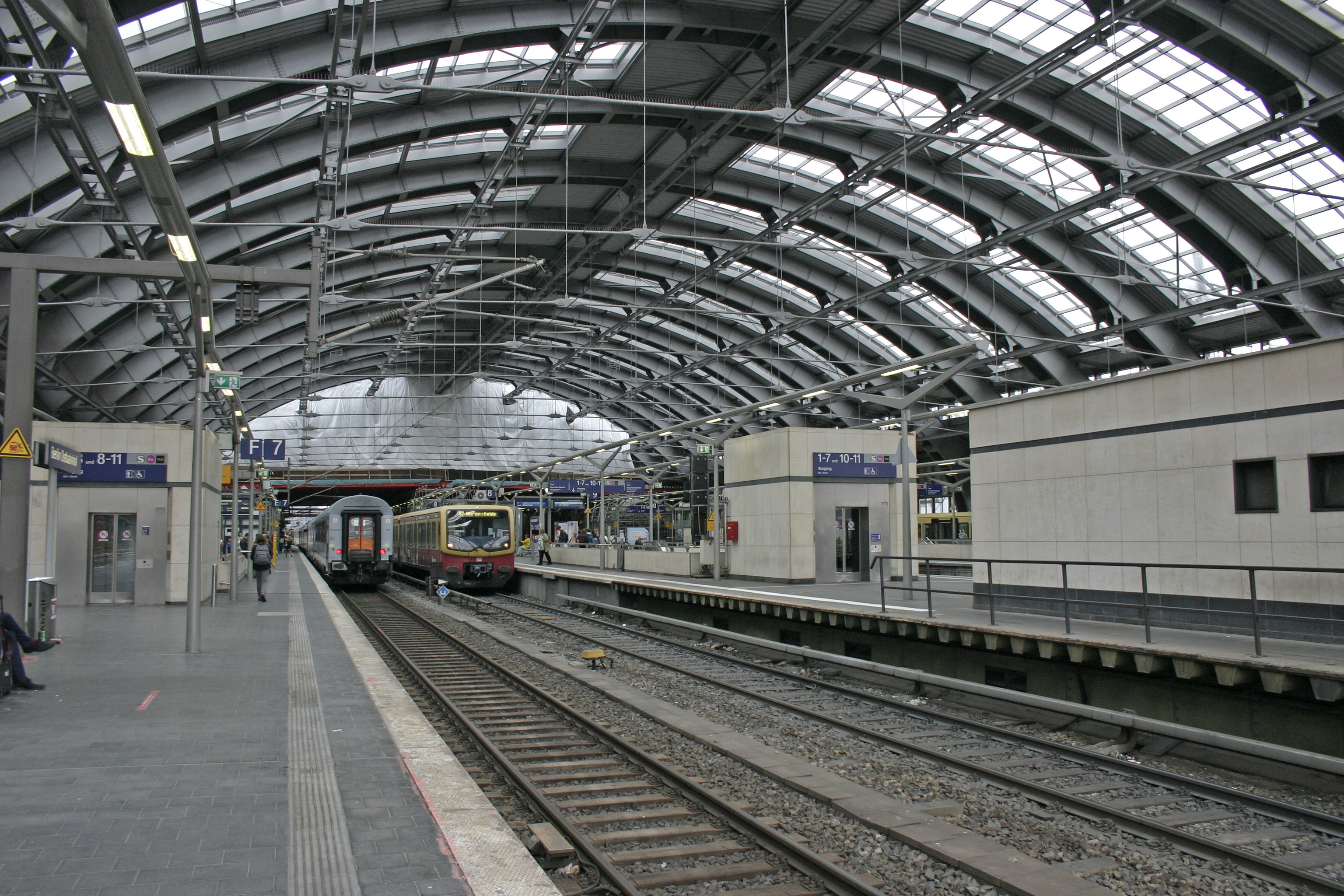
Nördliche Bahnhofshalle mit dem zur Hälfte renovierten Hallendach, 2024

## Umgebung

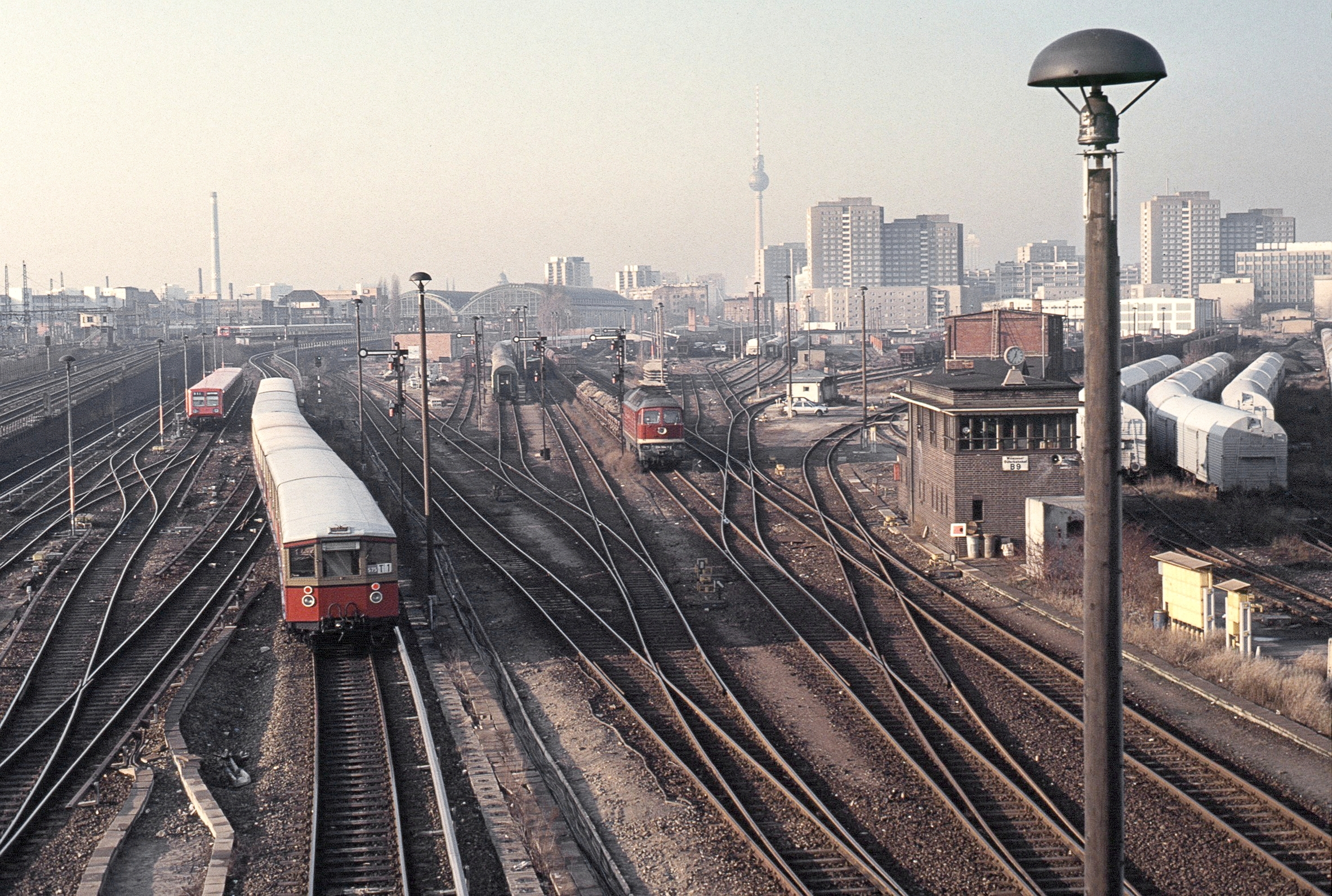
Östliches Gleisvorfeld mit dem Wriezener Güterbahnhof und S-Bahn-Zug zum Hauptbahnhof, 1992

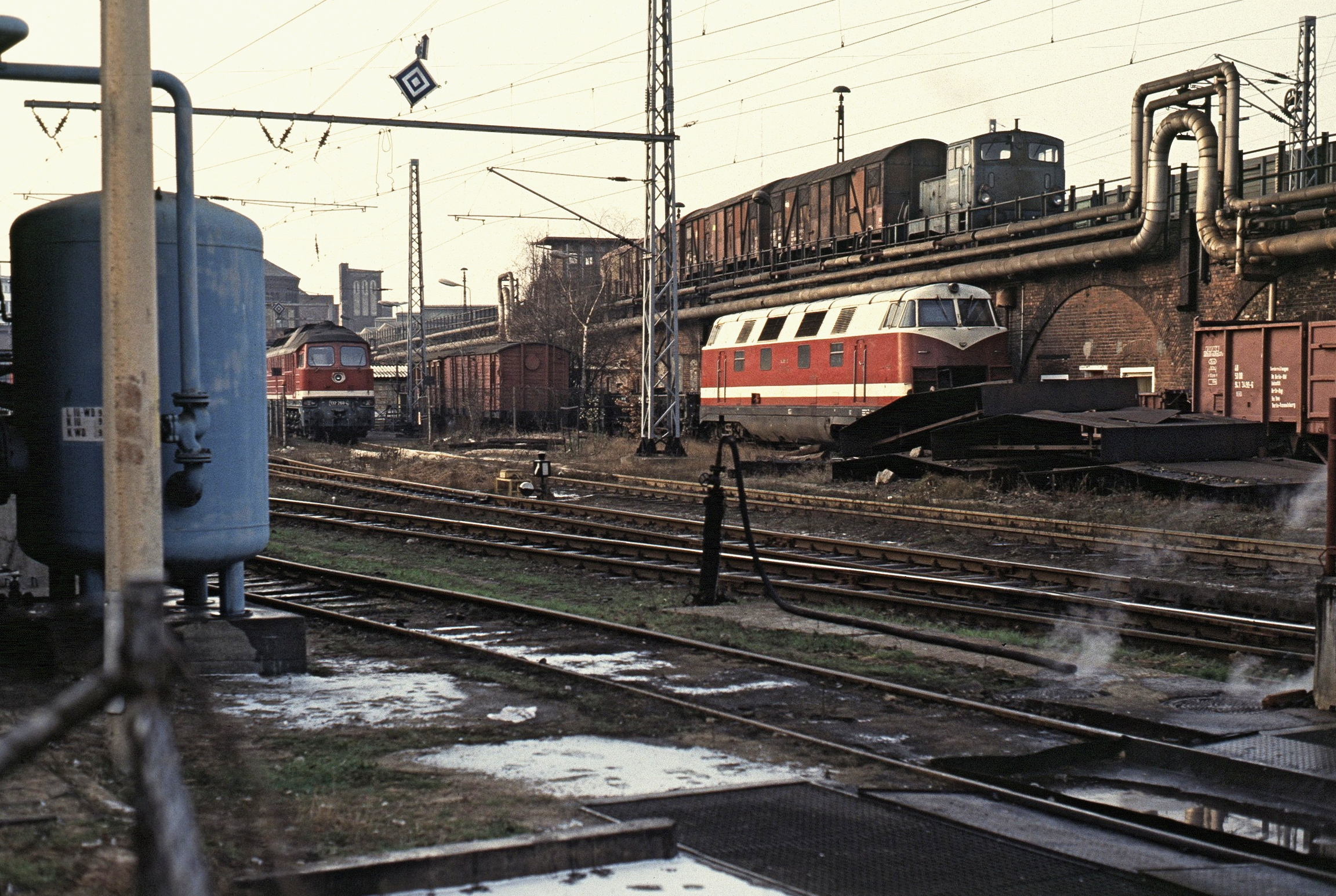
Bahnbetriebswerk
Berlin Hauptbahnhof, 1991

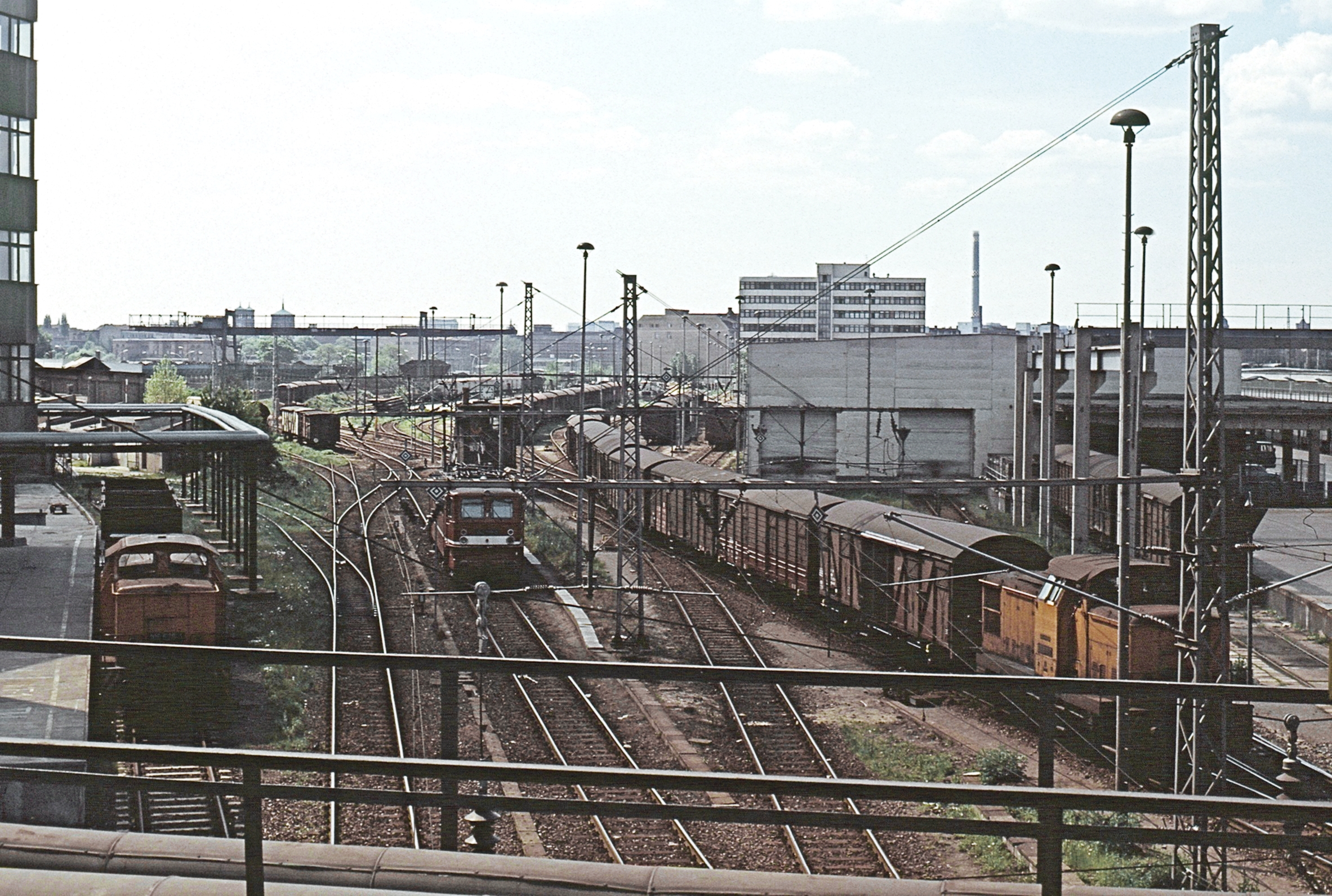
Güterbahnhof
Berlin Hauptbahnhof, 1991

Seit 1903 befand sich direkt nördlich an den Schlesischen Bahnhof anschließend der sogenannte „Wriezener Bahnsteig“, seit 1924 Wriezener Bahnhof, für die Personenzüge Richtung Wriezen. Der Bahnhof wurde zum 31. Dezember 1949 für den Personenverkehr geschlossen und fortan nur noch für den Postverkehr genutzt. Nach der Aufgabe des Postbetriebs im Wriezener Bahnhof wurden die Hallen und Bahnanlagen entfernt und Großmärkte gebaut.
Der südöstlich des Ostbahnhofs liegende vormalige Ostgüterbahnhof und das Bahnbetriebswerk der Schlesischen Bahn wurden 2003 abgerissen, um Platz zu schaffen für die noch ausstehende Bebauung rund um die 2008 eröffnete O2 World Berlin (heute: Uber Arena). Südöstlich des Ostbahnhofs befindet sich der ehemalige Postbahnhof, dessen Hallen erhalten sind und heute für Ausstellungen, als Club sowie für Konzerte genutzt werden.

## Verkehrsanbindung
Seit der Eröffnung des neuen Berliner Hauptbahnhofs und des Nord-Süd-Fernbahntunnels im Jahr 2006 halten wesentlich weniger ICE- und IC-Züge im Ostbahnhof. Im Bahnhof halten mehrere RE- und eine RB-Linie, u. a. aus den Richtungen Frankfurt (Oder), Potsdam, Berlin-Spandau und Flughafen Berlin Brandenburg. Er wird außerdem von den S-Bahn-Linien S3, S5, S7 und S9 bedient.

### Fernverkehr
| Linie    | Linienverlauf | Linienverlauf | Linienverlauf | Takt          |
| -------- | --- | --- | --- | ------------- |
| ICE 10   | Berlin Ostbahnhof – Wolfsburg – Hannover – Bielefeld – Hamm –                                                                                 | Dortmund – Duisburg – Düsseldorf | Dortmund – Duisburg – Düsseldorf | 60 min        |
| ICE 10   | Berlin Ostbahnhof – Wolfsburg – Hannover – Bielefeld – Hamm –                                                                                 | Wuppertal – Köln – Bonn (– Koblenz) | | 60 min        |
| ICE 12   | Berlin Ostbahnhof – Braunschweig – Göttingen – Kassel-Wilhelmshöhe – Frankfurt (Main) – Mannheim – Freiburg – Basel (– Bern – Interlaken Ost) | Berlin Ostbahnhof – Braunschweig – Göttingen – Kassel-Wilhelmshöhe – Frankfurt (Main) – Mannheim – Freiburg – Basel (– Bern – Interlaken Ost) | Berlin Ostbahnhof – Braunschweig – Göttingen – Kassel-Wilhelmshöhe – Frankfurt (Main) – Mannheim – Freiburg – Basel (– Bern – Interlaken Ost) | 120 min       |
| ICE 13   | Berlin Ostbahnhof – Braunschweig – Göttingen – Kassel-Wilhelmshöhe – Frankfurt (Main) Süd – Frankfurt (Main) Flughafen                        | Berlin Ostbahnhof – Braunschweig – Göttingen – Kassel-Wilhelmshöhe – Frankfurt (Main) Süd – Frankfurt (Main) Flughafen                        | Berlin Ostbahnhof – Braunschweig – Göttingen – Kassel-Wilhelmshöhe – Frankfurt (Main) Süd – Frankfurt (Main) Flughafen                        | 120 min       |
| IC(E) 14 | (Ostseebad Binz – Stralsund – Pasewalk –) Berlin Ostbahnhof – Hannover – Bielefeld – Hamm / Osnabrück – Duisburg – Köln / Aachen              | (Ostseebad Binz – Stralsund – Pasewalk –) Berlin Ostbahnhof – Hannover – Bielefeld – Hamm / Osnabrück – Duisburg – Köln / Aachen              | (Ostseebad Binz – Stralsund – Pasewalk –) Berlin Ostbahnhof – Hannover – Bielefeld – Hamm / Osnabrück – Duisburg – Köln / Aachen              | einzelne Züge |
| IC 56    | (Norddeich Mole –) Emden – Oldenburg – Bremen – Hannover – Magdeburg – Potsdam – Berlin Ostbahnhof – Cottbus                                  | (Norddeich Mole –) Emden – Oldenburg – Bremen – Hannover – Magdeburg – Potsdam – Berlin Ostbahnhof – Cottbus                                  | (Norddeich Mole –) Emden – Oldenburg – Bremen – Hannover – Magdeburg – Potsdam – Berlin Ostbahnhof – Cottbus                                  | ein Zugpaar   |
| IC 77    | Berlin Ostbahnhof – Stendal – Wolfsburg – Hannover – Osnabrück – Amsterdam                                                                    | Berlin Ostbahnhof – Stendal – Wolfsburg – Hannover – Osnabrück – Amsterdam                                                                    | Berlin Ostbahnhof – Stendal – Wolfsburg – Hannover – Osnabrück – Amsterdam                                                                    | 120 min       |
| EC 95    | Berlin Hbf – Berlin Ostbahnhof – Frankfurt (Oder) – Posen – Warschau                                                                          | Berlin Hbf – Berlin Ostbahnhof – Frankfurt (Oder) – Posen – Warschau                                                                          | Berlin Hbf – Berlin Ostbahnhof – Frankfurt (Oder) – Posen – Warschau                                                                          | 3-5 Zugpaare  |
| EC 95    | Berlin Hbf – Berlin Ostbahnhof – Frankfurt (Oder) – Posen – Bydgoszcz – Gdańsk – Gdynia                                                       | Berlin Hbf – Berlin Ostbahnhof – Frankfurt (Oder) – Posen – Bydgoszcz – Gdańsk – Gdynia                                                       | Berlin Hbf – Berlin Ostbahnhof – Frankfurt (Oder) – Posen – Bydgoszcz – Gdańsk – Gdynia                                                       | ein Zugpaar   |
| EC 95    | Berlin Hbf – Berlin Ostbahnhof – Frankfurt (Oder) – Zielona Góra – Wrocław – Opole – Gliwice – Zabrze – Katowice – Kraków                     | Berlin Hbf – Berlin Ostbahnhof – Frankfurt (Oder) – Zielona Góra – Wrocław – Opole – Gliwice – Zabrze – Katowice – Kraków                     | Berlin Hbf – Berlin Ostbahnhof – Frankfurt (Oder) – Zielona Góra – Wrocław – Opole – Gliwice – Zabrze – Katowice – Kraków                     | ein Zugpaar   |
| NJ       | Nightjet Berlin Ostbahnhof – (Braunschweig – Göttingen –) Frankfurt (Main) – Mannheim – Freiburg – Basel – Zürich                             | Nightjet Berlin Ostbahnhof – (Braunschweig – Göttingen –) Frankfurt (Main) – Mannheim – Freiburg – Basel – Zürich                             | Nightjet Berlin Ostbahnhof – (Braunschweig – Göttingen –) Frankfurt (Main) – Mannheim – Freiburg – Basel – Zürich                             | ein Zugpaar   |
| NJ       | Nightjet Berlin-Charlottenburg – Berlin Ostbahnhof – Frankfurt (Oder) – Wrocław –                                                             | Ostrava – Breclav – | Wien | ein Zugpaar   |
| NJ       | Nightjet Berlin-Charlottenburg – Berlin Ostbahnhof – Frankfurt (Oder) – Wrocław –                                                             | Ostrava – Breclav – | Bratislava – Budapest | ein Zugpaar   |
| NJ       | Nightjet Berlin-Charlottenburg – Berlin Ostbahnhof – Frankfurt (Oder) – Wrocław –                                                             | Katowice – Kraków – Przemyśl | | ein Zugpaar   |

### Regional- und S-Bahn-Verkehr
Während der Sanierung der Dachkonstruktion im Berliner Ostbahnhof im Fahrplanjahr 2021 verkehrten viele Regionalzüge ohne Halt in Berlin Ostbahnhof. Tagsüber hielten ausschließlich Züge der Linie RE1 zwischen Brandenburg (Havel) und Frankfurt (Oder) im 60-Minuten-Takt.
| Linie                    | Linienverlauf |
| ------------------------ | --- |
| HBX                      | Harz-Berlin-Express Berlin Ostbahnhof – Berlin Zoologischer Garten – Potsdam – Magdeburg – Halberstadt (Zugteilung) – Quedlinburg – Thale / Wernigerode – Goslar |
| RE 1                     | Magdeburg – Brandenburg – Potsdam – Berlin-Wannsee – Berlin Ostbahnhof – Erkner – Fürstenwalde (Spree) – Frankfurt (Oder) (– Cottbus) |
| RE 2                     | Nauen – Berlin-Spandau – Berlin Ostbahnhof – Berlin Ostkreuz – Königs Wusterhausen – Lübbenau (Spreewald) – Vetschau – Cottbus |
| RE 7                     | Dessau – Bad Belzig – Michendorf – Berlin-Wannsee – Berlin Ostbahnhof – Königs Wusterhausen – Lübben (Spreewald) – Senftenberg |
| RE 8                     | Wismar – Schwerin – Wittenberge – Nauen – Berlin-Spandau – Berlin Ostbahnhof – Berlin Ostkreuz – Flughafen BER |
| RB 23                    | Golm – Potsdam – Potsdam Griebnitzsee – Berlin-Wannsee – Berlin Ostbahnhof – Berlin Ostkreuz – Flughafen BER |
|                          | Spandau – Stresow – Pichelsberg – Olympiastadion – Heerstraße – Messe Süd – Westkreuz – Charlottenburg – Savignyplatz – Zoologischer Garten – Tiergarten – Bellevue – Hauptbahnhof – Friedrichstraße – Hackescher Markt – Alexanderplatz – Jannowitzbrücke – Ostbahnhof – Warschauer Straße – Ostkreuz – Rummelsburg – Betriebsbahnhof Rummelsburg – Karlshorst – Wuhlheide – Köpenick – Hirschgarten – Friedrichshagen – Rahnsdorf – Wilhelmshagen – Erkner                 |
|                          | Westkreuz – Charlottenburg – Savignyplatz – Zoologischer Garten – Tiergarten – Bellevue – Hauptbahnhof – Friedrichstraße – Hackescher Markt – Alexanderplatz – Jannowitzbrücke – Ostbahnhof – Warschauer Straße – Ostkreuz – Nöldnerplatz – Lichtenberg – Friedrichsfelde Ost – Biesdorf – Wuhletal – Kaulsdorf – Mahlsdorf – Birkenstein – Hoppegarten – Neuenhagen – Fredersdorf – Petershagen Nord – Strausberg – Hegermühle – Strausberg Stadt – Strausberg Nord         |
|                          | Potsdam Hauptbahnhof – Babelsberg – Griebnitzsee – Wannsee – Nikolassee – Grunewald – Westkreuz – Charlottenburg – Savignyplatz – Zoologischer Garten – Tiergarten – Bellevue – Hauptbahnhof – Friedrichstraße – Hackescher Markt – Alexanderplatz – Jannowitzbrücke – Ostbahnhof – Warschauer Straße – Ostkreuz – Nöldnerplatz – Lichtenberg – Friedrichsfelde Ost – Springpfuhl – Poelchaustraße – Marzahn – Raoul-Wallenberg-Straße – Mehrower Allee – Ahrensfelde        |
|                          | (Ostbahnhof –) Warschauer Straße – Ostkreuz – Nöldnerplatz – Lichtenberg – Friedrichsfelde Ost – Springpfuhl – Gehrenseestraße – Hohenschönhausen – Wartenberg |
|                          | Spandau – Stresow – Pichelsberg – Olympiastadion – Heerstraße – Messe Süd – Westkreuz – Charlottenburg – Savignyplatz – Zoologischer Garten – Tiergarten – Bellevue – Hauptbahnhof – Friedrichstraße – Hackescher Markt – Alexanderplatz – Jannowitzbrücke – Ostbahnhof – Warschauer Straße – Treptower Park – Plänterwald – Baumschulenweg – Schöneweide – Johannisthal – Adlershof – Altglienicke – Grünbergallee – Schönefeld (bei Berlin) – Waßmannsdorf – Flughafen BER |
| Stand: 10. Dezember 2023 | |

### Busverkehr

#### Nahverkehr
Die Nahverkehrsanbindung erfolgt durch die Berliner Verkehrsbetriebe.
| Linie | Linienverlauf                                                                                         |
| ----- | --- |
| 140   | Tempelhof – Ostbahnhof                                                                                |
| 142   | (Leopoldplatz –) Hauptbahnhof – Ostbahnhof                                                            |
| 147   | (Ostbahnhof –) Märkisches Museum – Hauptbahnhof                                                       |
| 240   | Ostbahnhof – Storkower Straße                                                                         |
| 300   | U Warschauer Straße – Ostbahnhof – S+U Alexanderplatz – S+U Potsdamer Platz – Tiergarten/Philharmonie |
| 347   | (Ostbahnhof –) Helsingforser Platz – S Ostkreuz – Stralau (Tunnelstraße)                              |

#### Fernbus
Bis zur Betriebseinstellung von Berlin Linien Bus fuhr vom Ostbahnhof ab etwa 1990 jeder zweite in Berlin nach Hamburg startende Bus des Unternehmens ab. Die Endhaltestelle der UBB-Fernbus-Linie Usedom-Berlin war bis vor einigen Jahren der Ostbahnhof, ist aber mittlerweile zum Hauptbahnhof verlegt worden.